# Енсајн (Канзас)
Енсајн (енгл. Ensign) град је у америчкој савезној држави Канзас.

## Демографија
По попису из 2010. године број становника је 187, што је 16 (-7,9%) становника мање него 2000. године.
| Група             | 2000.       | 2010.       |
| Белци             | 155 (76,4%) | 129 (69,0%) |
| Афроамериканци    | 0 (0,0%)    | 3 (1,6%)    |
| Азијати           | 2 (1,0%)    | 0 (0,0%)    |
| Хиспаноамериканци | 43 (21,2%)  | 53 (28,3%)  |
| Укупно            | 203         | 187         |